# Ghost Queen
Ghost Queen est la quarantième histoire de la série Les Aventures de Buck Danny de Jean-Michel Charlier et Victor Hubinon. Elle est publiée pour la première fois dans le journal Spirou du no 2088 au no 2108, avant d'être publiée sous forme d'album en 1979. 
C'est la fin de la trilogie des aventures au Sarawak commencée avec La Vallée de la mort verte. C'est aussi le dernier Buck Danny dessiné par Victor Hubinon, qui meurt début janvier 1979, à 54 ans, après plus de trente ans de collaboration et d'amitié avec Charlier, qui en sera très affecté.

## Résumé
Un petit État malais, le Sarawak, dirigé par un Sultan corrompu, est devenu le grenier à pavot de la mafia. Le prince Shim a obtenu la position du Ranger car un de ses hommes a suivi la piste de Tumbler. Le porte-avions et son équipage se sont calés discrètement dans une des innombrables criques de l'archipel de Bornéo. Danny et ses acolytes n'ont pas pu empêcher la récolte, mais ils savent qu'un cargo est en route pour la récupérer. Ce cargo, le Ghost Queen arrivé à quelques milles du porte-avions devient la cible de l'opération, mais les moyens logistiques de l'ennemi se révèlent importants, puisque Lady X est dans le coup!. 
En effet, le prince Shim voulant bloquer le Ranger mais n'ayant plus que deux jets à lui opposer fait appel à Khum̠-lan, le chef de la confrérie des pirates malais, qui, en obtenant 20% de l'opium de l'opération, lui envoie Lady X pour protéger le Ghost Queen jusqu'à l'océan indien. Elle dirige dès son arrivée un commando armé d'une torpille humaine qui est repéré par Sonny mais trop tard, un pan de la falaise de l'embouchure de la crique s'écroule. Le Ranger est à présent coincé dans le fjord de Goreng alors que le Ghost Queen est prêt à partirǃ C'était sans compter sur les plongeurs du Ranger qui sabotent le gouvernail du cargo qui s'encastre dans des rochers. Au même moment, Sonny abat un des derniers jets de Shim qui allait bombarder le porte-avions.
Lady X propose alors son sous-marin pour convoyer la drogue en échange de la moitié de la cargaison. Avec ce sous-marin elle va également arraisonner le pétrolier Gulbenkian naviguant près de la côte et l'utiliser pour mettre à feu à la totalité du fjord de Goreng. Le porte-avions s'est dégagé in-extremis du goulet et traverse le feu, le pont arrosé de neige carbonique. Il en sort avec ses appareillages fondus et la piste hors d'usage. L'hélicoptère de Buck parti arraisonner le pétrolier sans succès est le seul encore en vol qui peut encore empêcher le sous-marin de s'enfuir. Ce qui est effectué en l'envoyant par le fond d'un coup de torpille lancée du Sea King, la drogue se répandant dans l'océan.

## Emploi et contre-emploi

### Personnages
Jerry "Tumb" Tumbler (pilote de chasse - embarquée) : afin de sauver Sonny Tuckson d'une noyade probable, est capable d'un plongeon de haut vol, la tête la première, depuis le pont d'envol du porte-avions, soit à 19 mètres au dessus de la surface.

### Armes - équipements
- Un grand porte-avions employé comme un patrouilleur côtier capable de se faufiler dans une anfractuosité côtière étroite et exiguë. C'est un contre-emploi manifeste.
- Un sous-marin (inspiré des submersibles des années 1930-1945) supposé embarquer toute la cargaison (d'opium) contenue dans le cargo Ghost Queen (et prévue pour alimenter des centaines de milliers de consommateurs), bien que ne disposant que de très peu de volume disponible pour du transport.

## Personnages
Outre les protagonistes habituels de la série, et les intervenants de l'épisode précédent (l'amiral commandant le groupe aéronaval du Ranger, le commandant du porte-avions, le général Shim, Costello (de la mafia))
on note :
- le retour de Lady X ;
- la participation d'un pilote d'hélicoptère (US Navy) Lewis Ayres ;

## Avions
- Lockheed YO-3A « Quiet Star »
- LTV A-7 Corsair II
- Grumman A-6 Intruder
- Saab J 35 Draken
- Piper PA-25 Pawnee
- Aichi M6A
- Hydravion (à coque) de patrouille maritime, supposé d'origine nippone (de la Seconde Guerre mondiale) mais graphiquement représenté par un modèle imaginaire, plus proche d'un équivalent américain, le bimoteur Martin PBM Mariner, que de son homologue japonais, quadrimoteur, Kawanishi H8K.
- Grumman E-2 Hawkeye
- Sikorsky SH-3 Sea King